# ليالى تركستان
ليالي تركستان هى رواية من روايات الكاتب الكبير نجيب الكيلاني.

## أحداث الرواية
تحكي الرواية تفاصيل الاحتلال الصيني لتركستان الشرقية (سنجان حاليا) وتعديهم المباشر لا على الأرواح فحسب بل على مبادئ الإسلام الحنيف، حيث كان أول ما فعلوه أن أرغموا الأهالي على تزويج بناتهم للمحتلين رغم اختلاف العقيدة، ومن أبى نال نصيبه من طغيانهم وأخذت بناته عنوة...
جزء من نص الرواية:
هكذا بدأ مصطفى (بطل القصة) قصته الطويلة المريرة في بلده المسلم «تركستان» الذي لم يسمع به الكثيرون...
يقول مصطفى:
تتطور الأحداث ويجد التركستانيون أنفسهم بين طرفي كماشة
وبين خداع دول الجوار وألاعيب السياسة آمن الشعب بالجهاد سبيلاً وحيداً للخلاص.
لم تكن الرواية صعبة أدبياً، بل تميزت بسهولة السرد وتسلسل الأحداث المشوق، كما أن موضوعها الذي يمس كل مسلم وأسلوبها المتين يجعلها تتغلغل في أعماق القارئ وفكره وروحه
لم يصف الكاتب الأحداث الكبيرة العامة فحسب بل تطرق إلى الحياة الشخصية لبعض الشخصيات ولكن بتمازج ملائم بين مأساة الوطن ككل ومأساة الفرد وانعاكسهما على بعضهما البعض
كما تمكن الكاتب من رسم ملامح معظم الشخصيات من خلال ما جرى على ألسنتها من أحاديث وحسب
في الصفحات الأخيرة من الرواية يتساءل مصطفى:
وبقيت عيون مصطفى معلقة على سفوح جبال تركستان حيث صمد الرجال في مواجهة الاحتلال...حيث استشهد عظماء الرجال ورفاق السلاح...حيث معاني الطهر والنقاء الثوري تجلت بأروع صورها.